# A Debreceni Református Kollégium nevezetes diákjainak és tanárainak listája
A Debreceni Református Kollégium Magyarország egyik legnevezetesebb, leggazdagabb múltú oktatási intézménye.
Az alábbi listában szerepelnek a Kollégium nevezetes diákjai és tanárai.

## Nevezetes diákjai
- Ady Endre (1877–1919) költő

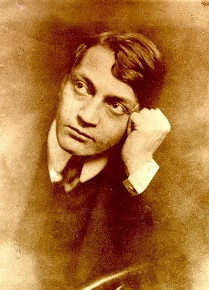
Ady Endre

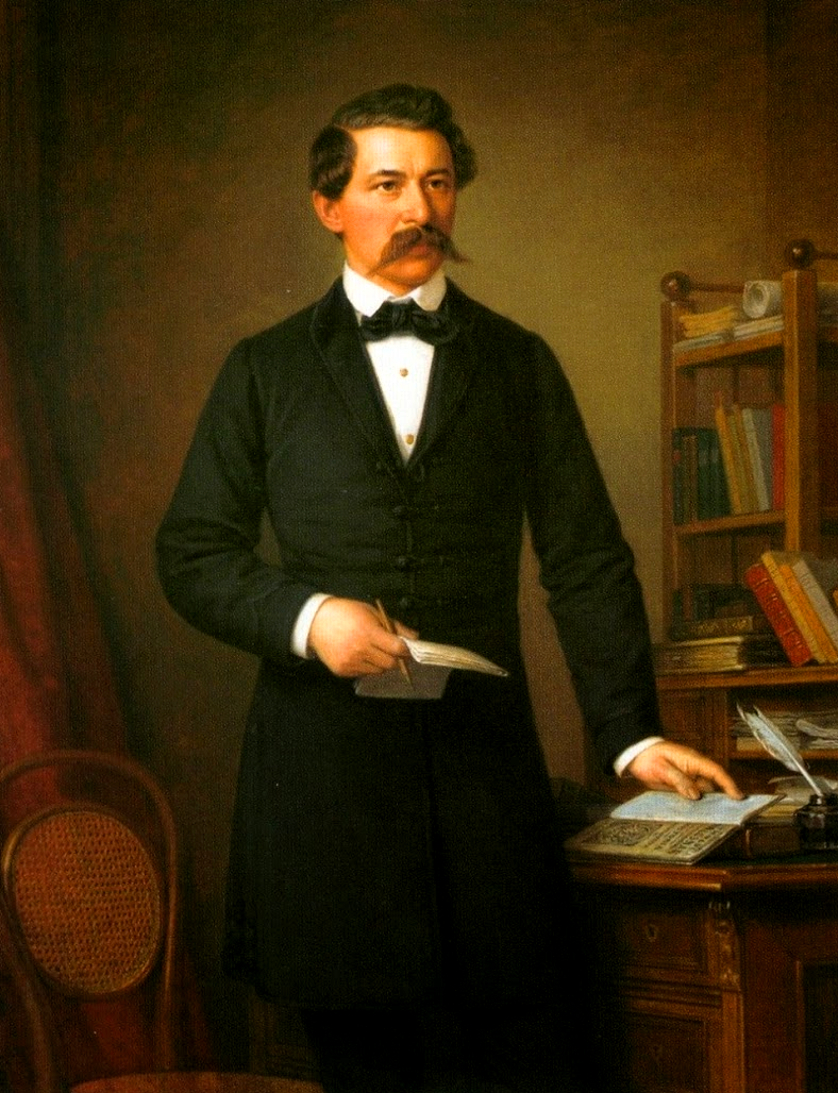
Arany János

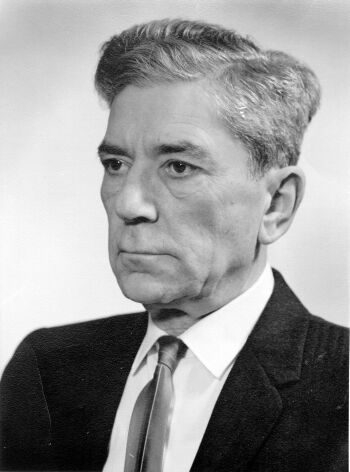
Bay Zoltán

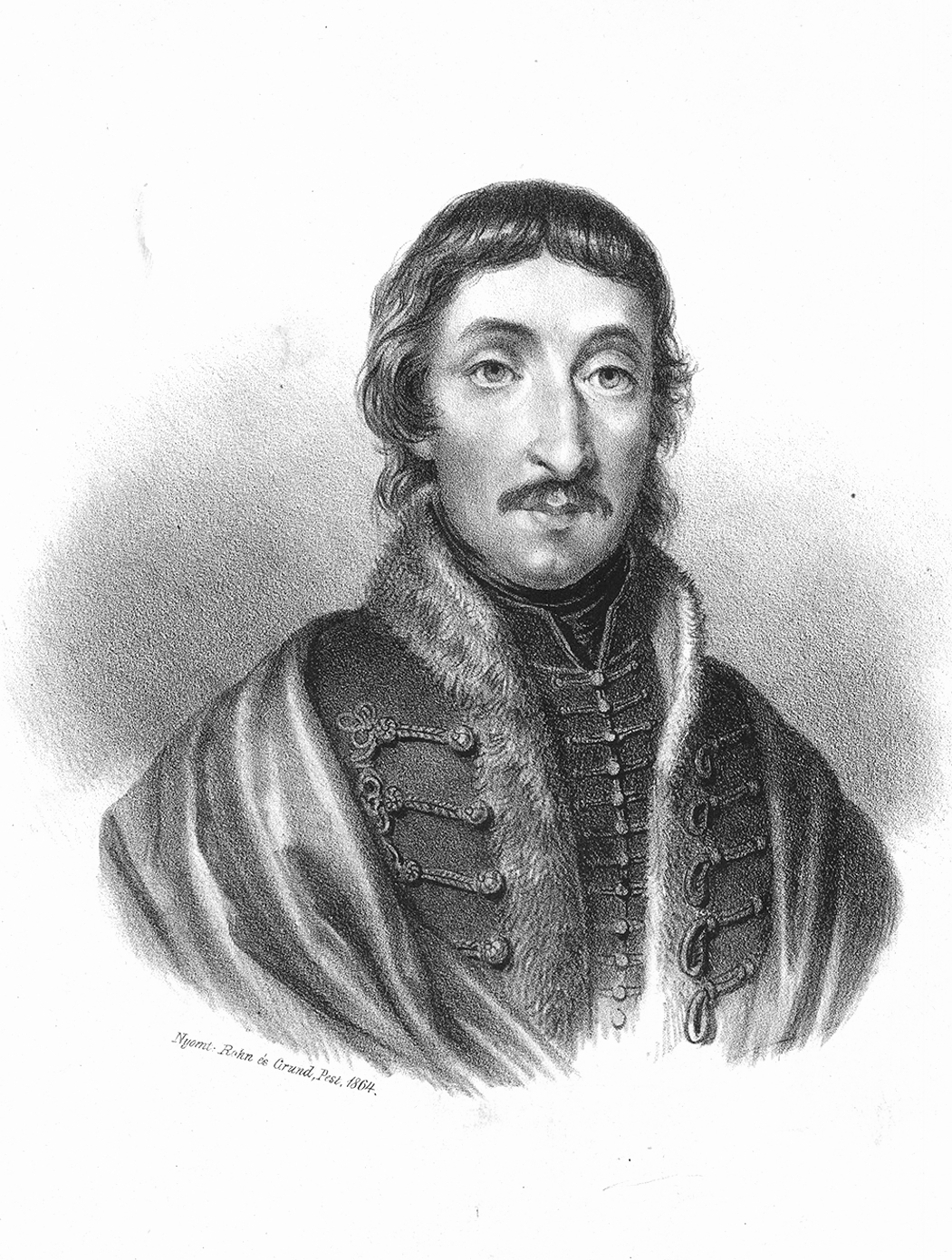
Csokonai Vitéz Mihály

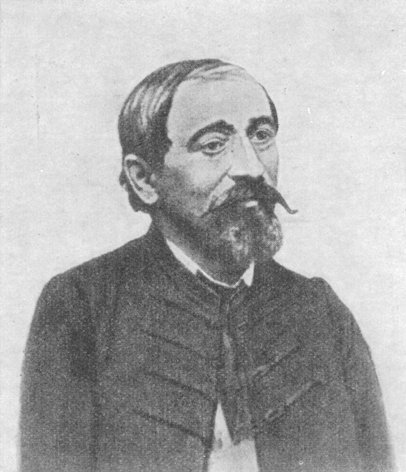
Irinyi János

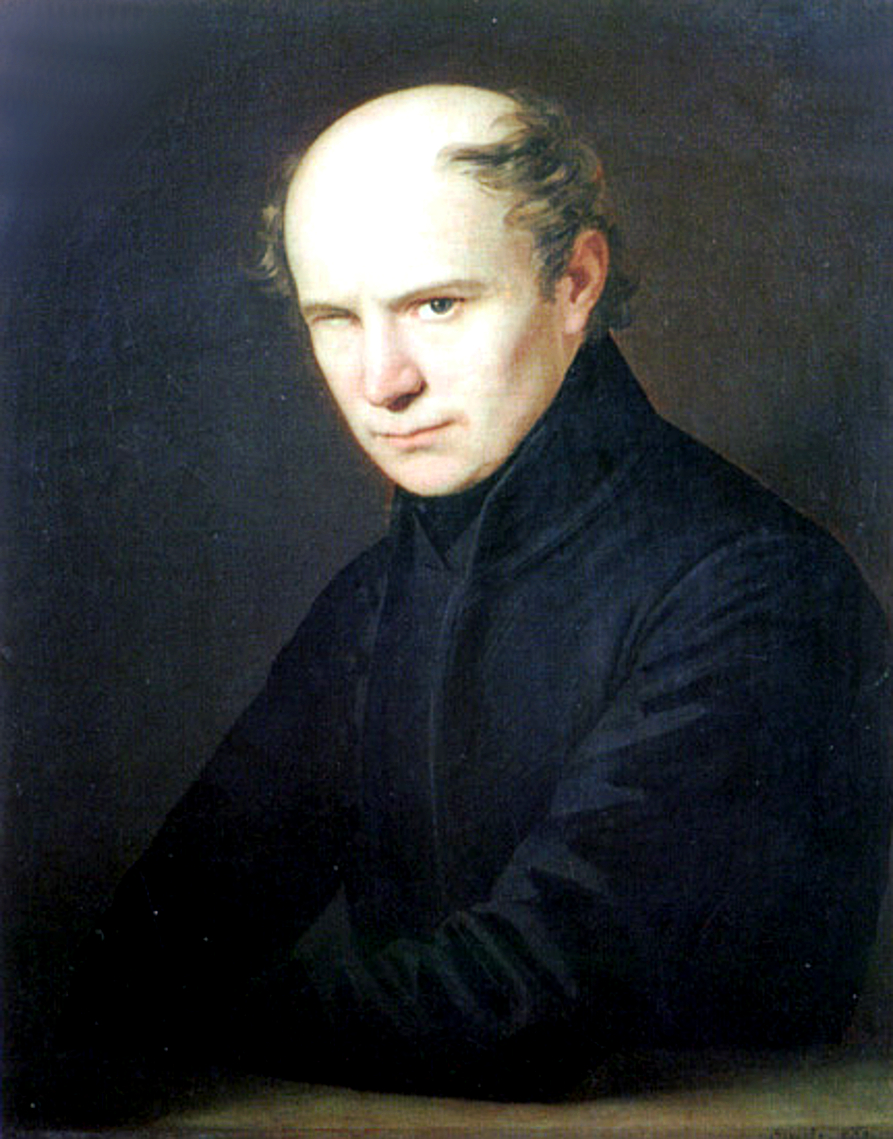
Kölcsey Ferenc

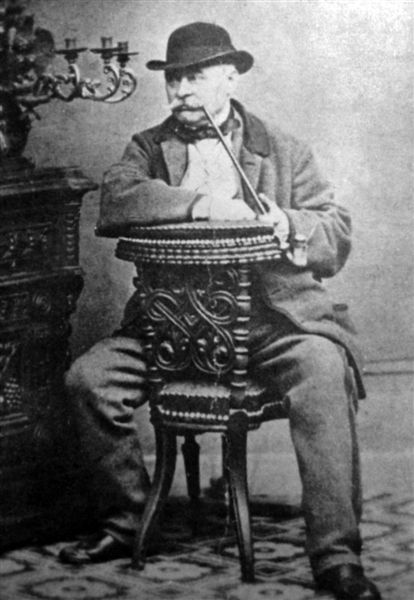
Latabár Endre

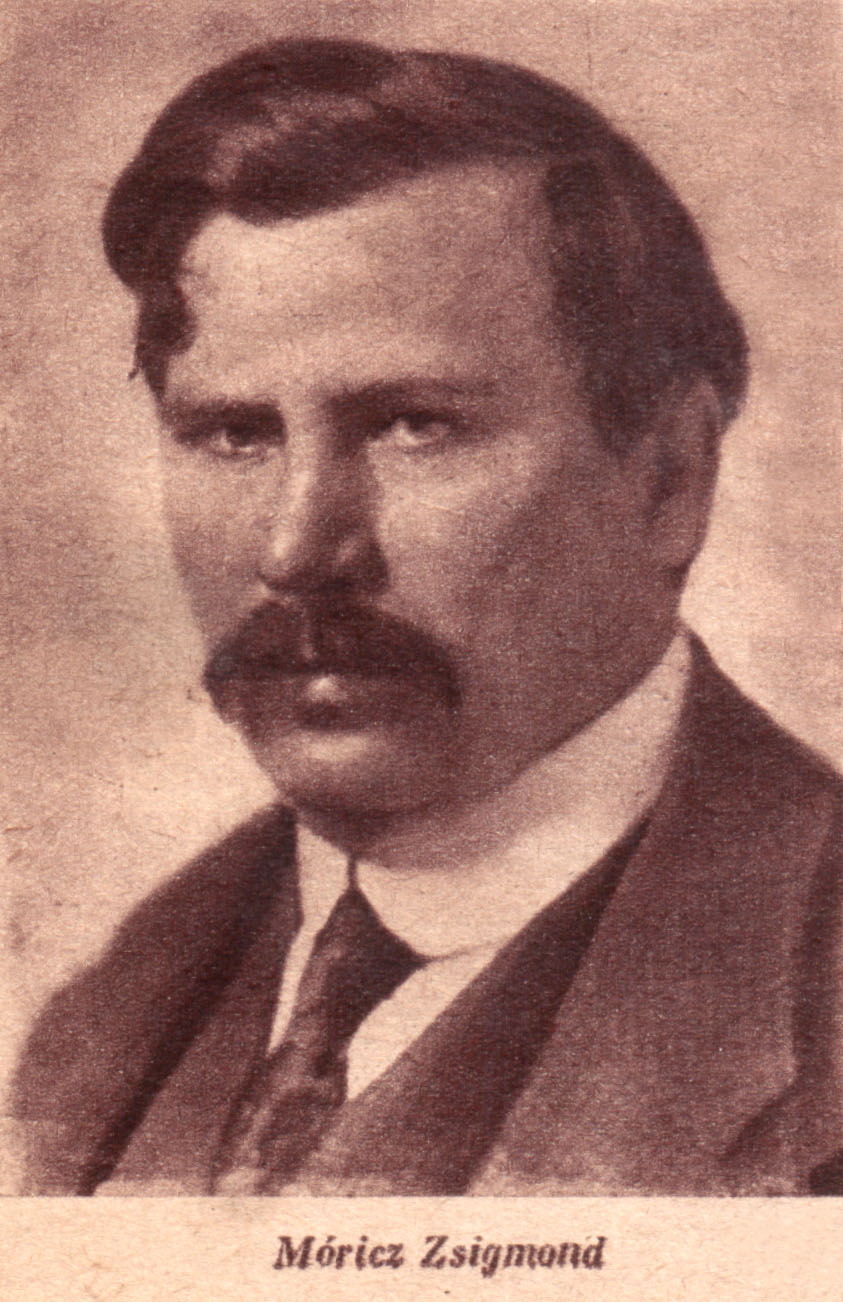
Móricz Zsigmond

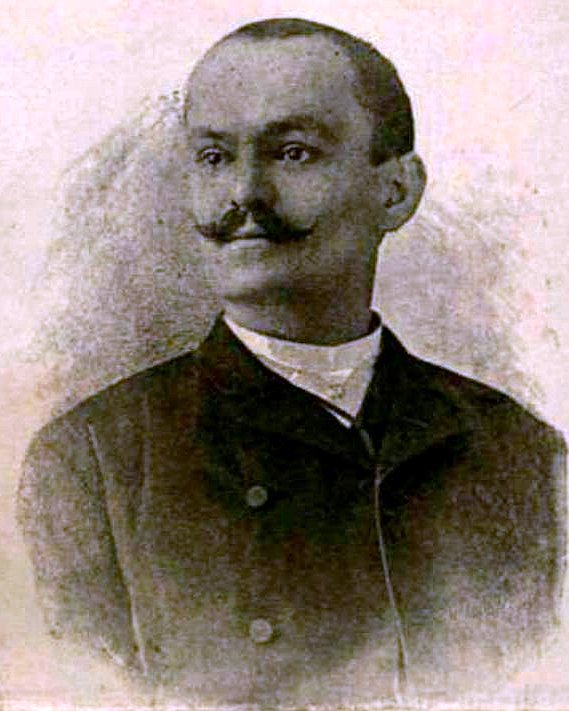
Szabolcska Mihály

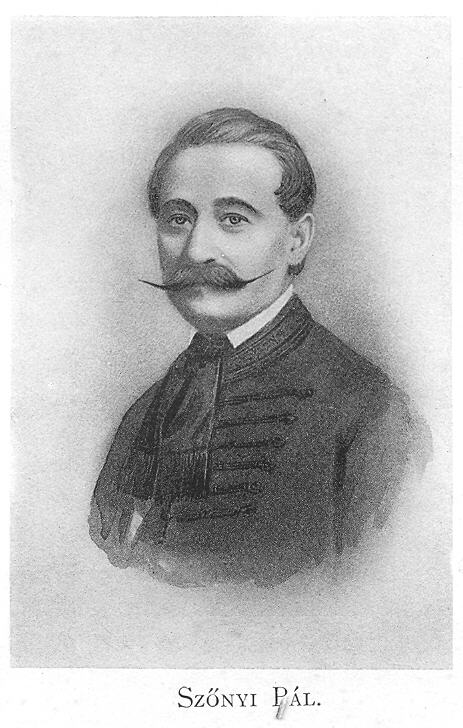
Szőnyi Pál

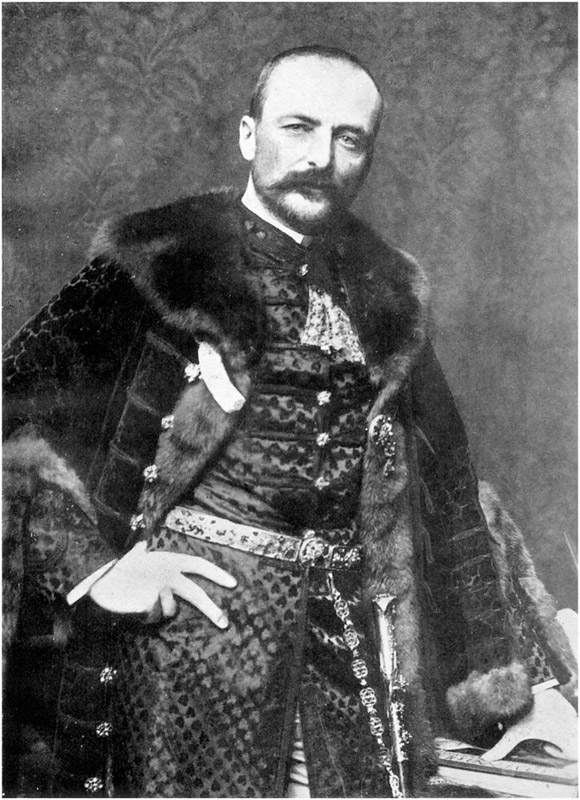
szegedi és borosjenői gróf Tisza István (dr., Dr.)

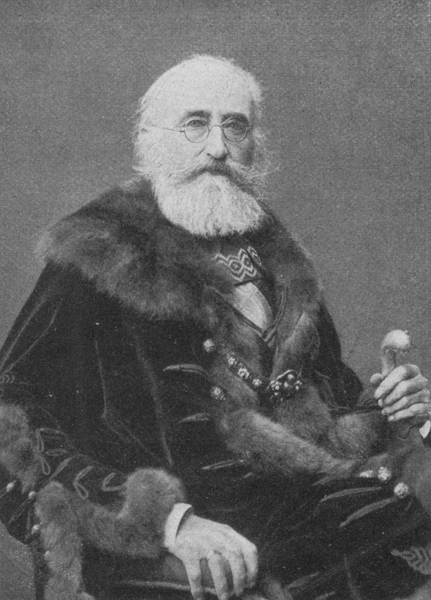
borosjenői és szegedi Tisza Kálmán

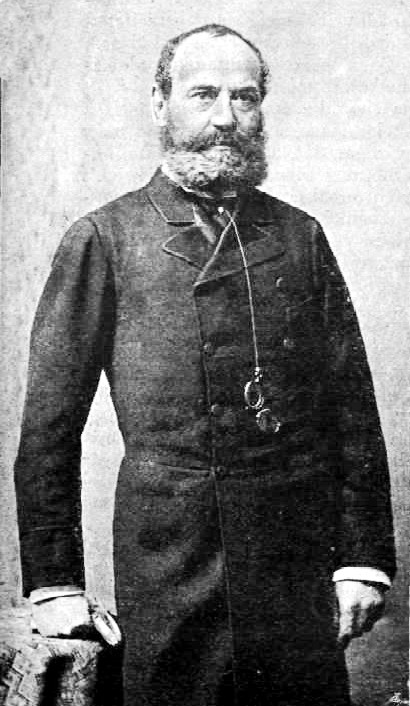
borosjenői és szegedi gróf Tisza Lajos

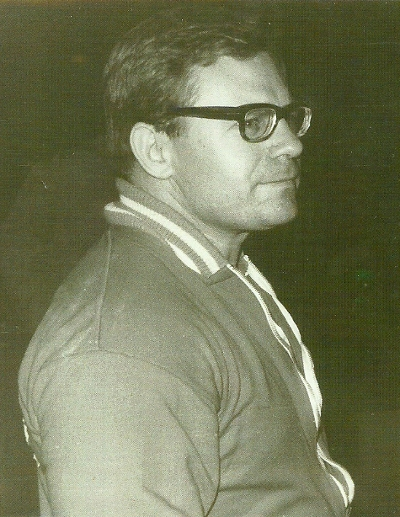
Veres Győző

- Arany János (1817–1882) költő, a Kisfaludy Társaság igazgatója, a Magyar Tudományos Akadémia tagja és főtitkára
- Balassa Iván (1917–2002) etnográfus, a történelemtudományok (néprajz) doktora
- Balkányi Szabó Lajos (1823–1889) ügyvéd, költő
- Balog Zoltán (1958) református lelkész, országgyűlési képviselő, felelős államtitkára, Magyarország emberi erőforrások minisztere
- Baltazár Dezső (1871–1936) debreceni püspök, az Országos Református Lelkészegyesület elnöke
- Barcza Gedeon (1911–1986) tanár, nemzetközi sakknagymester, sakkíró
- Bay Zoltán (1900–1992) fizikus
- Bátorkeszi István (17. század) református prédikátor
- Béládi Miklós (1928–1983) irodalomtörténész, kritikus, egyetemi tanár
- Bényi Árpád (1931–2006) festőművész, 1956-os politikai elítélt, Berettyóújfalu és Debrecen város díszpolgára
- Bíró Lajos (1856–1931) zoológus, utazó, néprajzi gyűjtő
- Bojthi Veres Gáspár (1595–1640) tanár, Bethlen Gábor titkára és I. Rákóczi György fejedelem udvari embere
- Bölcskei Gusztáv (1952) református püspök, teológus, egyetemi tanár
- Borsos Endre (1876 – ) közigazgatási bíró, a Közigazgatási Bíróság elnöke, lakásügyi kormánybiztos, a budai református egyházközség főgondnoka
- Budai Ézsaiás (1766–1841) bölcselet- és hittudós, író, történész, református püspök
- Czeglédi István (1620–1671) református lelkész, kassai rektor, prédikátor
- Csapó József (1734–1799) Debrecen város főorvosa, botanikus, az első hazai gyermekorvostani munka szerzője
- Csathó Kálmán (1881–1964) író, színházi rendező, az MTA levelező tagja (1933-1949)
- Csengery Antal (1822–1880) politikus, közgazdász, publicista, a Magyar Tudományos Akadémia másodelnöke, a Magyar Földhitelintézet igazgatója, országgyűlési képviselő
- Csete György (1937–2016) Kossuth-díjas építészmérnök, A Nemzet Művésze
- Csokonai Vitéz Mihály (1773–1805) költő, 1794-ben a Kollégium poétai osztályának préceptora
- Darvasi Ilona (1957) jelmeztervező, színházigazgató
- Debreceni Ember Pál (1660 körül–1710) református lelkész, egyháztörténész
- Diószegi Sámuel (1761–1813) református lelkész, botanikus
- Domokos Lajos (1728–1803) Debrecen város főbírája, Domokos Márton fia, debreceni református egyház és a Kollégium gondnoka, több iskolai reform kezdeményezője, a bécsi önkénnyel szembeni nemes-nemzeti ellenállás jeles vezetője
- Domokos Márton (1697–1764) Debrecen város főbírája, a debreceni református egyház gondnoka
- Erőss Gábor (1779–1815) rézmetsző, tipográfus, Csokonai legismertebb arcképének (prémes, magyar mentében öltözött) első elkészítője rézmetszetben
- Erőss János (1777–1808) rajzoló, rézmetsző, református lelkész, Csokonai legismertebb arcképének (prémes, magyar mentében öltözött) megrajzolója
- Erőss Lajos (1857–1911) református lelkész, tiszántúli püspök; teológia professzor
- Fazekas Mihály (1766–1828) költő, botanikus, huszár-főhadnagy, éveken át a Kollégium pénztárnoka
- Félegyházi Tamás (1540–1586) református lelkész
- Fehér Gábor (1893–1941) író, költő, kritikus, tanár
- Fényes Elek (1807–1876) közgazdasági statisztikai és földrajzi író, a honismereti szemlélet és munkálkodás hazai megteremtője, a magyarországi közgazdasági statisztika első jelentős képviselője, a Magyar Tudományos Akadémia levelező tagja 1837-től, rendes tagja 1858–1867 között
- Ferenczy Miklós (1931) orvos, helytörténész
- Földi János (1755–1801) hajdúhadházi orvos, természettudós, költő, Csokonai és Fazekas Mihály barátja és mestere
- Genersich János (1761 - 1823) történész, pedagógus.
- Géresi Kálmán (1841–1921) jogakadémiai tanár, történész, Tisza István nevelője
- Gulyás Pál (1899–1944) költő, tanár
- Hatvani István (1718–1786) orvosdoktor
- Hányoki Losonczi István (1704–1780) lelkész, pedagógus, tankönyvíró
- Hegedűs Mária (1951) költő, vizuális művész, pedagógus
- Horthy Miklós (1868–1957) tengernagy, kormányzó
- Hőgyes Endre (1847–1906) orvosprofesszor, bakterológus, a Pasteur veszettség elleni védőoltásának módosítója
- Imre Samu (1917–1990) állami díjas nyelvész, nyelvjáráskutató, a nyelvtudományok doktora, az MTA tagja
- Imre Sándor (1820–1900) irodalomtörténész, nyelvész
- Irinyi János (1817–1895) természettudós, vegyész, a zajtalan és robbanásmentes gyufa feltalálója, Irinyi József bátyja
- Irinyi József (1822–1859) ügyvéd, hírlapíró, műfordító, országgyűlési képviselő, 1848-ban részt vett a 12 pont megszövegezésében Irinyi János öccse
- Jakucs Pál (1928–2000) Széchenyi-díjas botanikus, ökológus, az MTA tagja
- Julow Viktor (1919–1982) irodalomtörténész, műfordító, pedagógus, egyetemi tanár
- Karácsony Sándor (1891–1952) pedagógus, író, lapszerkesztő
- Kardos Albert (1861–1945) irodalomtörténész; a debreceni zsidó gimnázium megszervezője
- Kardos Pál (1900–1971) irodalomtörténész, pedagógus, Kardos Albert fia
- Kazinczy Ferenc (1759–1831) költő, nyelvújító
- Kállay Ferenc (1790–1861) művelődés- és nyelvtörténész, jogász, az MTA tagja
- Kenessey Albert (1828–1879) hajóstiszt, hajózási szakember, az MTA tagja
- Kerekes Ferenc (1784–1850) matematikus, a Debreceni Kollégium professzora, pedagógiai reformok kezdeményezője, a Kollégiumi Füvészkert alapítója (1840)
- Keresztúri Bíró Pál (1589–1655) református prédikátor, hitvitázó, jeles pedagógus
- Keserüi Dajka János (1580–1633) erdélyi református püspök, Bethlen Gábor fejedelem udvari papja; az Öreg Graduál című énekeskönyv szerkesztője
- Kesztyűs Loránd (1915–1979) orvos, immunológus, patofiziológus, a Magyar Tudományos Akadémia rendes tagja
- Kiss Bálint (1772–1853) református lelkész, történész, pedagógus, az MTA tagja
- Kiss Ferenc (1928–1999) irodalomtörténész
- Kiss Sándor (1918–1982) a Soli Deo Gloria Református Diákszövetség országos vezetője, kisgazda- majd parasztpárti-politikus, 1956-os emigráns
- Kiss Tamás (1912–2003) költő, író, műfordító
- Kocsi Csergő Bálint (1647–1698) református tanár, a magyarországi barokk gályarab-irodalom egyik jeles írója
- Konrád György (1933-2019) író, esszéíró, szociológus
- Kovács Ferenc (1823–1895) politikus, az MTA tagja
- Kovács János (1816–1906) kollégiumi tanár, Afrika-kutató
- Kovács Máté (1906–1972) könyvtáros, művelődéspolitikus
- Kovács Sebestény Endre (1814–1878) sebészorvos, az MTA tagja
- Kölcsey Ferenc (1790–1838) költő, politikus és nyelvújító, az MTA rendes tagja, a Kisfaludy Társaság alapító tagja
- Könyves Tóth Kálmán (1837–1924) író, debreceni lelkész, Könyves Tóth Mihály fia
- Könyves Tóth Mihály (1809–1895) debreceni lelkész, aki a forradalmi buzdító beszédei miatt 1849–1856 között osztrák börtönökben raboskodott
- Kövy Sándor (1763–1829) jogász, a Sárospataki Református Kollégium jogakadémiájának tanára, tanítványai közé tartozott Kossuth Lajos és Szemere Bertalan
- Kúnos Ignác (1860–1945) nyelvész, turkológus, a török népköltészet úttörő jelentőségű kutatója, az MTA tagja
- Latabár Endre (1812–1873) színművész, kassai színigazgató
- Lengyel József (1770–1822) a Debreceni Református Kollégium tanára, majd lelkész; jeles egyházi zeneszerző
- Lovassy László (1815–1892) jogász, az országgyűlési ifjúság egyik vezetője.
- Lugossy József (1812–1884) nyelvész, orientalista, az MTA tagja, magyar irodalom tanár és a kollégium könyvtárosa
- Mándi Márton István (1760–1831) tanár, filozófus és nyelvész, a Pápai Református Kollégium újjászervezője és felvirágoztatója
- Márton József (1771–1840) Mándi Márton István öccse, nyelvész, lapszerkesztő; a Magyar Hírmondó és a Magyar Kurír szerkesztője, a Magyar Tudományos Akadémia levelező tagja; számos nyelvtudományi munka, nyelvtan és szótár szerzője; Csokonai verseinek első kiadója
- Maróthi György (1715–1744) matematikus, a magyar zeneelmélet úttörője, a Kollégiumi Kántus alapítója, a história és ékesszólás professzora
- Medgyesi Pál (1604–1663) református lelkész, teológus, író
- Medgyessy Ferenc (1881–1858) orvos, Kossuth-díjas szobrászművész
- Milotai Nyilas István (1571–1623) író, lelkész, tiszántúli püspök, majd Bethlen Gábor fejedelem udvari papja
- Móricz Zsigmond (1879–1942) író, lapszerkesztő
- Nagy Attila (1982) költő, író, zenész
- O. Nagy Gábor (1915–1973) irodalomtörténész, szóláskutató, tanár
- Nagy Imre (1817–1840) költő
- Nyáry Pál (1805–1871) politikus, író, Pest-Pilis-Solt vármegye alispánja, képviselő, az Országos Honvédelmi Bizottmány tagja, a nemesi liberalizmus egyik vezére
- Oláh Gábor (1881–1942) költő, regényíró
- Orvos-Tóth Noémi (1972) klinikai szakpszichológus
- Ökröss Bálint (1829–1889) jogász, az MTA tagja
- Pálóczi Horváth Ádám (1760–1820) költő, író, hagyománygyűjtő, mérnök, ügyvéd; Csokonai barátja; a századforduló magyar népi dalkincsét Ötödfélszáz énekek című kéziratos gyűjteményében gyűjtötte össze
- Péchy Mihály (1755–1819) építész, mérnökkari tábornok; tervei alapján épült a Nagytemplom, valamint a Debreceni Kollégium mai épülete
- Péczeli József (1750–1792) református lelkész, irodalomszervező egyéniség, műfordító és költő; Péczely József történetíró és Kollégiumi professzor apja
- Péczely József (1789–1849) történész, költő, történelem és a görög-latin tanszékek tanára, kollégium rektora és könyvtárosa; Péczeli József református lelkész fia
- Rácz Jenő (1907–1981) politikus, pénzügyminiszter
- Révész Bálint (1816–1891) református püspök
- Révész Imre, id. (1826–1881) református lelkész, egyházjogi és egyháztörténeti kutató és író, levéltáros, az MTA tagja; egyháztörténelem tanár
- Révész Kálmán (1860–1931) lelkész, debreceni püspök, egyháztörténész, id. Révész Imre fia és ifj. Révész Imre apja
- Sarkadi Imre (1921–1961) Kossuth- és József Attila-díjas próza- és drámaíró, újságíró
- Sárvári Pál (1765–1846) az első magyar nyelvű rajzkönyv írója, filozófia professzora, Arany János szeretett tanára
- Schulek Frigyes (1841–1913) építész, műegyetemi tanár, a Mátyás-templom átépítője, a Halászbástya tervezője
- Segner János András (1704–1777) természettudós, matematikus, orvos, fizikus, egyetemi tanár
- Sinai Miklós (1730–1808) történet és klasszikus irodalmak tanára, református püspök
- Senánszky Petra (1994) világbajnok sportoló
- Szabó Károly (1824–1890) történész, műfordító, pedagógus, az MTA rendes tagja
- Szabó Lőrinc (1900–1957) költő
- Szabó Zoltán Gábor (1908–1995) kétszeres Kossuth-díjas fiziko-kémikus, egyetemi tanár, az MTA rendes tagja
- Szabolcska Mihály (1861–1930) lelkész, költő
- Szele Tibor (1918–1955) Kossuth-díjas matematikus, egyetemi tanár
- Szenczi Molnár Albert (1574–1634) református lelkész, nyelvtudós, filozófus, zsoltárköltő, egyházi író, műfordító
- Szentgyörgyi József (1765–1832) debreceni orvos, természettudós, nyelvész, egyházi énekszerző
- Szentjóbi Szabó László (1767–1795) költő, részt vett a magyar jakobinus mozgalomban, a kufsteini várbörtönben raboskodott és ott is halt meg
- Szikszai György (1738–1803) debreceni esperes-lelkész, teológus, nyelvész, író
- Szilády Áron (1837–1922) református lelkész, irodalomtörténész, nyelvész, orientalista, a Magyar Tudományos Akadémia tagja
- Szilágyi József (1917–1958) forradalmár, jogász, rendőr alezredes
- Szoboszlai Pap István (1786–1855) debreceni püspök, egyházi író
- Szombati-Szabó István (1888–1934) költő, műfordító, a kisebbségbe került magyarság jeles képviselője
- Szőnyi Pál (1808–1878) Tisza Kálmán nevelője, tanügyi író, ásványgyűjtő
- Tessedik Sámuel (1742–1820) szarvasi evangélikus lelkész, mezőgazdasági író, a szarvasi gazdasági iskola alapítója
- Tisza István (1861–1918) politikus, miniszterelnök
- Tisza Kálmán (1830–1902) politikus, miniszterelnök, a Dunántúli Református Egyházkerület főgondnoka
- Tisza Lajos (1832–1898) politikus, közlekedési miniszter, kormánybiztos, Tisza Kálmán öccse, a Dunántúli Református Egyházkerület főgondnoka
- Tofeus Mihály (1624–1684) teológiai doktor, erdélyi református püspök, Apafi Mihály fejedelem udvari papja
- Török Pál (1808–1883) pesti református lelkész, majd a Dunamelléki Református Egyházkerület püspöke; szuperintendens; a pesti református gimnázium és teológia alapítója (1855); Török József orvos bátyja
- Törő Imre (1900–1993) Kossuth-díjas orvos professzor, hisztológus, akadémikus
- Udvarhelyi Miklós (1790–1864) színész, a magyar színjátszás egyik úttörője; az ő jutalomjátékaként játszották először Katona József Bánk bán című drámáját 1883-ban Kassán
- Újházi Ede (1841–1915) színész, jellemkomikus, a realista színjátszás egyik úttörője
- Újhelyi Szilárd (1915–1996) politikus, művelődéspolitikus, szerkesztő
- Vargha Balázs (1921–1996) író, irodalomtörténész, forgatókönyvíró, könyvtáros, pedagógus
- ifj. Varga Zsigmond (1919–1945) mártírhalált halt egy hitleri koncentrációs táborban, Varga Zsigmond fia
- Varjas János (1721–1786) költő, a Debreceni Kollégium professzora
- Vass Lajos (1927–1992) Erkel-díjas zeneszerző, karmester, népzenekutató
- Vásáry Tamás (1933) Kossuth-díjas karnagy
- Veres Győző (1936–2011) az első magyar súlyemelő világbajnok
- Voinovich Géza (1877–1952) irodalomtörténész, esztéta, az MTA tagja
- Weszprémi István (1723–1799) orvos, polihisztor, Hatvani István jeles tanítványa, 1755-ben a pestis elleni védőoltásra tett javaslatot
- Wladár Antónia (1928–1992) metodista lelkész, tanár
- Zoltai Lajos (1861–1939) levéltáros, muzeológus; Debrecen múltjának kutatója

## Nevezetes tanárai

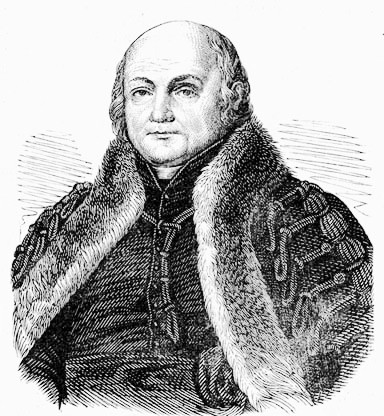
Budai Ézsaiás

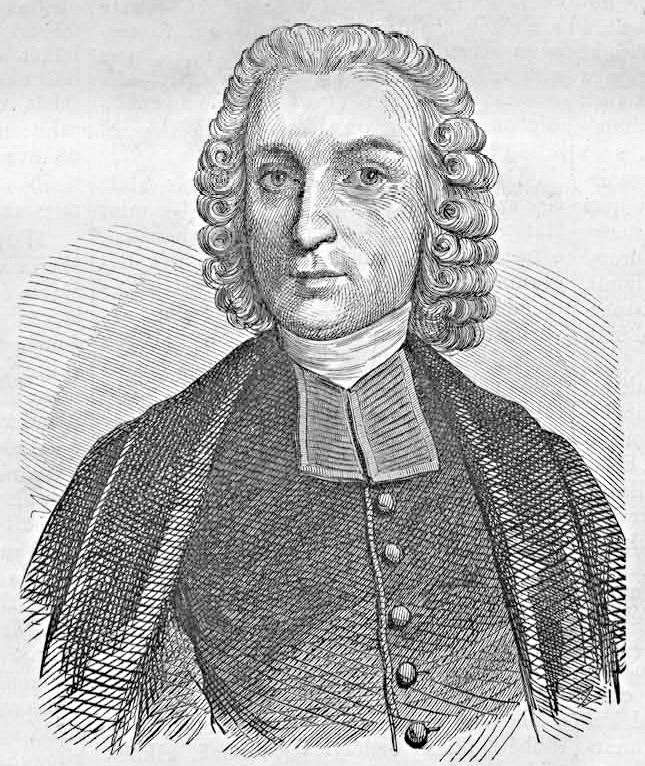
Hatvani István

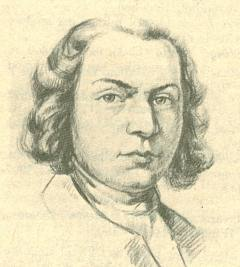
Maróthi György

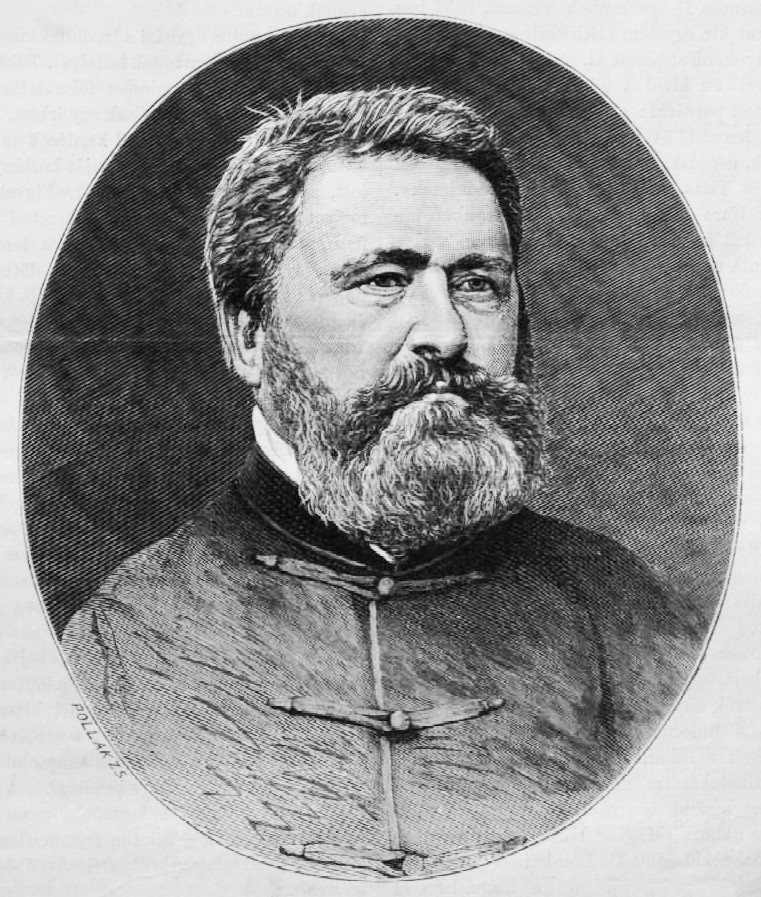
id. Révész Imre

- Aranyi István (1795–1864) református lelkész, hittudós
- Balogh Ferenc (1836–1913) egyháztörténet professzora
- Bethlendy Endre (1850–1888) református lelkész, hittudós
- Budai Ézsaiás (1766–1841) bölcselet- és hittudós, író, történész, református püspök
- Csikesz Sándor (1886–1940) a Theologiai Szemle alapítója, az Országos Református Kiállítás főszervezője, a Kollégium fennállásának 400. évfordulójára (1938) rendezett ünnepségek szervezője, gyakorlati teológia tanár
- Csiky Lajos (1852–1925) református lelkész, hittudós
- Dállyai Vas János (?–1716) református lelkész, hittudós
- Dicsőfi József (1859–1920) református lelkész, hittudós
- Dóczi Imre (1849–1930) a Tanárképző Intézet egyik megszervezője, az ORTE alapítója, görög–latin szakos tanár
- Erdélyi József (1795–1863) református lelkész, hittudós
- Erdős József (1856–1946) református lelkész, hittudós
- Erőss Lajos (1857–1911) református lelkész, hittudós, püspök
- Gáborjáni Szabó Kálmán (1897–1955) festő, grafikus, rajz- és művésztanár
- Hatvani István (1718–1786) orvosdoktor, mértan és bölcsészettan tanár
- Imre Sándor (1820–1900) irodalomtörténész, nyelvész, magyar nyelv és irodalom tanár
- Karmaci Vári Mihály (?–1723) református lelkész, hittudós
- Kerekes Ferenc (1784–1850) matematikus
- Kiss Ferenc (1862–1948) református lelkész, hittudós
- Kocsi Csergő János (1647–1711) református lelkész, hittudós
- Kocsi Sebestyén István (1761–1841) református lelkész, hittudós
- Komáromi Csipkés György (1628–1678) a magyar barokk teológiai irodalom képviselője, a teológia doktora
- Komáromi H. Mihály (?–1748) református lelkész, hittudós
- Kovács János (1816–1906) Afrika-kutató, görög-latin nyelv- és természetrajz tanár
- Lencz Géza (1870–1932) református lelkész, hittudós
- Lisznyai Kovács Pál (1630–1695) református lelkész, hittudós
- Lugossy József (1812–1884) nyelvész, orientalista, az MTA tagja, magyar irodalom tanár és a kollégium könyvtárosa
- Makkai Sándor (1890–1951) író, református püspök, gyakorlati teológia tanár
- Maróthi György (1715–1744) matematikus, a magyar zeneelmélet úttörője, a Kántus alapítója, a história és ékesszólás professzora
- Martonfalvi Tóth György (1635–1681) református teológiai doktor, tanár, a latin nyelvű puritán teológiai irodalom képviselője; a hit, a logika és a mértan tanára, a kollégium rektora
- Menyhárt János (1823–1900) református lelkész, hittudós
- Nagy Sándor (1886–1965) református lelkész, levéltáros, író, az Andaházy-Szilágyi Intézet igazgatója (1928–1949), vallástanár
- Ormós András (?–1792) református lelkész, hittudós
- Péczely József (1789–1849) történész, költő, történelem és a görög-latin tanszékek tanára, kollégium rektora és könyvtárosa
- Piskárkosi Szilágyi Gábor (?–1807) református lelkész, hittudós
- Piskárkosi Szilágyi Márton (?–1747) református lelkész, hittudós
- Piskárkosi Szilágyi Sámuel (1719–1785) református lelkész, hittudós, püspök
- Révész Bálint (1816–1891) református püspök
- Révész Imre, id. (1826–1881) református lelkész, egyházjogi és egyháztörténeti kutató és író, levéltáros, az MTA tagja; egyháztörténelem tanár
- Révész Imre, ifj. (1889–1967) egyház-, művelődés- és társadalomtörténész; az MTA tagja, református püspök; gimnáziumi tanár
- S. Szabó József (1862–1944) irodalomtörténész, költő, vallástanár
- Sárközi Kecskeméti György (?–1718) református lelkész, hittudós
- Sárvári Pál (1765–1846) az első magyar nyelvű rajzkönyv írója, filozófia professzora
- Sass Béla (1865–1928) református lelkész, hittudós
- Sinai Miklós (1730–1808) történet és klasszikus irodalmak tanára, református püspök
- Szathmári Paksi István (1719–1791) református lelkész, hittudós, püspök
- Szilágyi Sámuel (1719–1785) műfordító, református püspök, a korai felvilágosodás első debreceni képviselője; görög nyelv, történelem-, filozófia- és matematikatanár; a Kollégium első fizikai előadótermének építtetője
- Szilágyi Tönkő Márton (1642–1700) a bibliai nyelvek, a filozófia és a dogmatika tanára, református püspök
- Szűcs István (1811–1891) köz- és váltójogi ügyvéd, királyi törvényszéki bíró, a Magyar Tudományos Akadémia levelező tagja
- Tabajdi Sáska János (?–1751) református lelkész, hittudós
- Tóth Mihály (1807–1879) református lelkész, hittudós
- Tóth Sámuel (1838–1899) református lelkész, hittudós
- Török József (1813–1894) orvos, természettudós, az MTA tagja, vegytan és természetrajz tanár
- Varga István (1776–1831) református lelkész, hittudós
- Varga Zsigmond (1886–1956) teológus, szumirológus, bölcsészprofesszor
- Varjas János (1721–1786) református lelkész, hittudós
- Zsigmond Ferenc (1883–1949) irodalomtörténész, az MTA rendes tagja; magyar-latin szakos gimnáziumi tanár